# Кретей (футбольний клуб)
«Кретей» (фр. US Créteil-Lusitanos) — французький футбольний клуб із однойменного міста, заснований 1936 року. Домашні поєдинки проводить на стадіоні «Домінік Дювашель», на якому можуть вміститися 12 150 глядачів. 
«Кретей» ніколи не грав у Лізі 1. В другому дивізіоні клуб стартував у сезоні 1988-89. Після сезону 1990-91, команда опустилась класом нижче. Ще один друголіговий сезон був у 1992-93. Проте лише з 1999-00 по  2006-07 вони постійно виступали в Лізі 2. Потім 5 сезонів були у третьому дивізіоні. І ось з 2013-14 «Кретей» знову змагається за вихід до еліти.
Отож, з 1988-89 по 2014-15 клуб провів 14 років в Лізі 2. Найкращим результат — 8-е місце в сезоні 2005-06.